# Alsterdal
Alsterdal ist ein schwedischer Familienname.

## Bedeutung und Herkunft
Alsterdal ist ein Familienname mit der Bedeutung Alstertal.
Der Name beruht auf einer indogermanischen Wurzel mit der Bedeutung Alster Gewässer, Fluss.
Der Namensbestandteil -dal bedeutet Tal.

## Namensträger
- Alvar Alsterdal (1926–1991), schwedischer Übersetzer und Journalist
- Henrik Alsterdal (* 1979), schwedischer Journalist und Fernsehprogrammdirektor
- Lotte Alsterdal (* 1958), schwedische Dozentin und Schriftstellerin
- Tove Alsterdal (* 1960), schwedische Schriftstellerin, Journalistin und Dramatikerin